# Пролетарська правда (газета)

Передовиця від 15 січня 1925 року

«Пролета́рська пра́вда» (рос. «Пролета́рская пра́вда») — щоденна газета, офіційний друкований орган Київського обласного (до 1925 року — губернського, до 1930 року — окружного) і міського комітету Комуністичної партії (більшовиків) України, обласної (губвиконкому, окрвиконкому) та міської Рад депутатів.

## Історія
Утворена 19 серпня 1921 року шляхом злиття російськомовних київських газет «Коммунист» і «Киевский пролетарий». Спочатку також виходила російською мовою, а з 20 червня 1925 по 17 вересня 1941 року — українською.
У 1922—1924 роках виходив ілюстрований додаток до газети російською мовою, а в 1931—1933 роках — додаток українською мовою. У 1932—1935 роках друкувалися спеціальні випуски виїзної редакції газети на підприємствах і в установах Києва і області.
19 червня 1925 року в неї влилася газета «Більшовик», 18 лютого 1931 року — газета «Киевский пролетарий», з 1 березня 1939 року — вечірня газета «Більшовик».
З 28 жовтня 1943 року виходила під назвою «Київська правда». Відповідальним редактором у листопаді 1943 року затвердили Носенка Олексія Єрмолайовича (звільнений у жовтні 1946 року «як такий, що не забезпечив керівництва газетою»). Новим головним редактором у жовтні 1946 року призначили Маркевича А. П.